# Klause Höchstädt
Die Klause Höchstädt war eine geistliche Frauengemeinschaft in Höchstädt an der Donau. Sie befand sich in der Altstadt unmittelbar neben der Pfarrkirche. Wohl aus einer Beginen-Niederlassung hervorgegangen, nahm sie später die Augustinus-Regel an. Da eine Betreuung durch Augustiner-Eremiten anders als in Giengen nicht belegt ist und keine Anzeichen für ein Stift der Augustiner-Chorfrauen vorliegen, kann man die bescheidene, in der Datenbank Klöster in Bayern nicht berücksichtigte klösterliche Gemeinschaft am ehesten als Schwesternhaus mit Augustinerregel bezeichnen.
Die von einer Meisterin geleitete Klause soll erstmals 1322 urkundlich erwähnt sein. Sie erscheint 1338 in den Briefen von Heinrich von Nördlingen.
Die Klause wurde in der Reformation Mitte des 16. Jahrhunderts aufgehoben, das Klausenhaus abgebrochen. Auch in der Neustadt gab es ein Klausenhaus, also eine kleine geistliche Gemeinschaft.